# Droga nr 54 (Islandia)
Droga nr 54, zwana  Snæfellsnesvegur – droga w zachodniej Islandii, biegnąca wzdłuż wybrzeży półwyspu Snæfellsnes. Ma 229,19 km długości.
Droga nr 54 odchodzi od drogi nr 1 w okolicach Borgarnes w kierunku północnym przez podmokły obszar zwany Mýrar. Następnie biegnie w kierunku zachodnim wzdłuż południowego wybrzeża półwyspu Snæfellsnes. W okolicach osady Búðir skręca w kierunku północno-zachodnim, przecinając półwysep w poprzek. Następnie biegnie w kierunku wschodnim wzdłuż północnego wybrzeża półwyspu Snæfellsnes aż do skrzyżowania z drogą nr 60 około 8 km na południe od miejscowości Búðardalur.
Dwie poprzeczne drogi łączą południowe i północne odcinki drogi nr 54: droga nr 55 w środkowej części półwyspu oraz droga nr 56 we wschodniej części półwyspu. Zachodni kraniec półwyspu obiega droga nr 574, która łączy się z drogą nr 54 w dwóch miejscach - można nią dotrzeć do głównych miejscowości gminy Snæfellsbær: Ólafsvík, Hellissandur i Rif. Natomiast droga nr 58 umożliwia dotarcie do miejscowości Stykkishólmur.
Jedyną większą miejscowością przy drodze nr 54 jest Grundarfjörður, położona na północnym wybrzeżu półwyspu. Przy drodze położone są atrakcje turystyczne: krater Eldborg i góra Kirkjufell.